# En la puta vida
En la puta vida és una pel·lícula uruguaiana de 2001, en coproducció amb Bèlgica, Espanya i Cuba. Dirigida per Beatriz Flores Silva i basada en el llibre El huevo de la serpiente, de la periodista i escriptora uruguaiana María Urruzola sobre la xarxa de tràfic de dones a l'Uruguai el 1992, és una comèdia dramàtica protagonitzada per Mariana Santángelo, Silvestre, Josep Linuesa, Andrea Fantoni i Martha Gularte. Fou candidata d'Uruguai a l'Oscar a la millor pel·lícula de parla no anglesa als Premis Oscar de 2001, però la seva nominació no fou acceptada.

## Sinopsi
Sense recursos, amb dos fills i el somni de tenir la seva pròpia perruqueria a Montevideo, Elisa comença a treballar com a acompanyant i aviat, com a prostituta. Al costat de la seva amiga Lulú i el proxeneta d'ambdues, Plácido el Cara, s'instal·len a Barcelona. Però aquests somnis que al principi semblaven realitzables comencen a esvair-se: els maltractaments de Plácido, les baralles amb altres prostitutes i travestís i finalment la mort de Lulú obliguen a Elisa a abandonar a Plácido; començarà a col·laborar amb Marcelo, un policia sensible que l'ajudarà a tornar a l'Uruguai.

## Protagonistes
- Mariana Santángelo (Elisa)
- Silvestre (Plácido, el Cara)
- Josep Linuesa (Marcelo)
- Andrea Fantoni (Lulú)
- Martha Gularte
- Fermi Herrero
- Augusto Mazzarelli
- Ileana López

## Premis
- Premis a la millor pel·lícula, millor actuació femenina i premi del públic a la VIII Mostra de Cinema Llatinoamericà de Lleida (2002).[5]
- Esment especial del jurat en el Festival de Cinema Llatí de Miami (2002).
- Segon premi en el Festival Internacional de Cinema Llatí de Chicago (2002).
- Tercer premi del públic en el Festival Internacional de Cinema Llatí de Los Angeles (2002).
- Premi a la millor actuació femenina en la Setmana de Cinema Iberoamericà de Villaverde, Espanya (2002).
- Premi Mercosur a la pel·lícula favorita del públic en el Festival Iberoamericà de Cinema i Vídeo Cinesul, Rio de Janeiro (2002).
- Esment especial en el Festival de Cinema de Santa Cruz, Bolívia (2002).
- Premi a la millor actuació femenina al Festival Internacional de Cinema de Viña del Mar (2002).
- Premi del públic en el Festival Internacional de Cinema de Paraguai (2002).
- Premi al millor director al Festival de Cinema de Bogotà (2002).
- Premi especial del jurat a Festival de Cinema Llatinoamericà de Trieste (2001).
- Colón d'Or i Clau de la llibertat al Festival de Cinema Iberoamericà de Huelva (2001).[6]
- Premio Radio la Habana al Festival Internacional del Nou Cinema Llatinoamericà de l'Havana (2001).
- Premi especial i premis a la millor música i actriu revelació, Asociación de Críticos de Cine del Uruguay (2001).[4]